# Gula

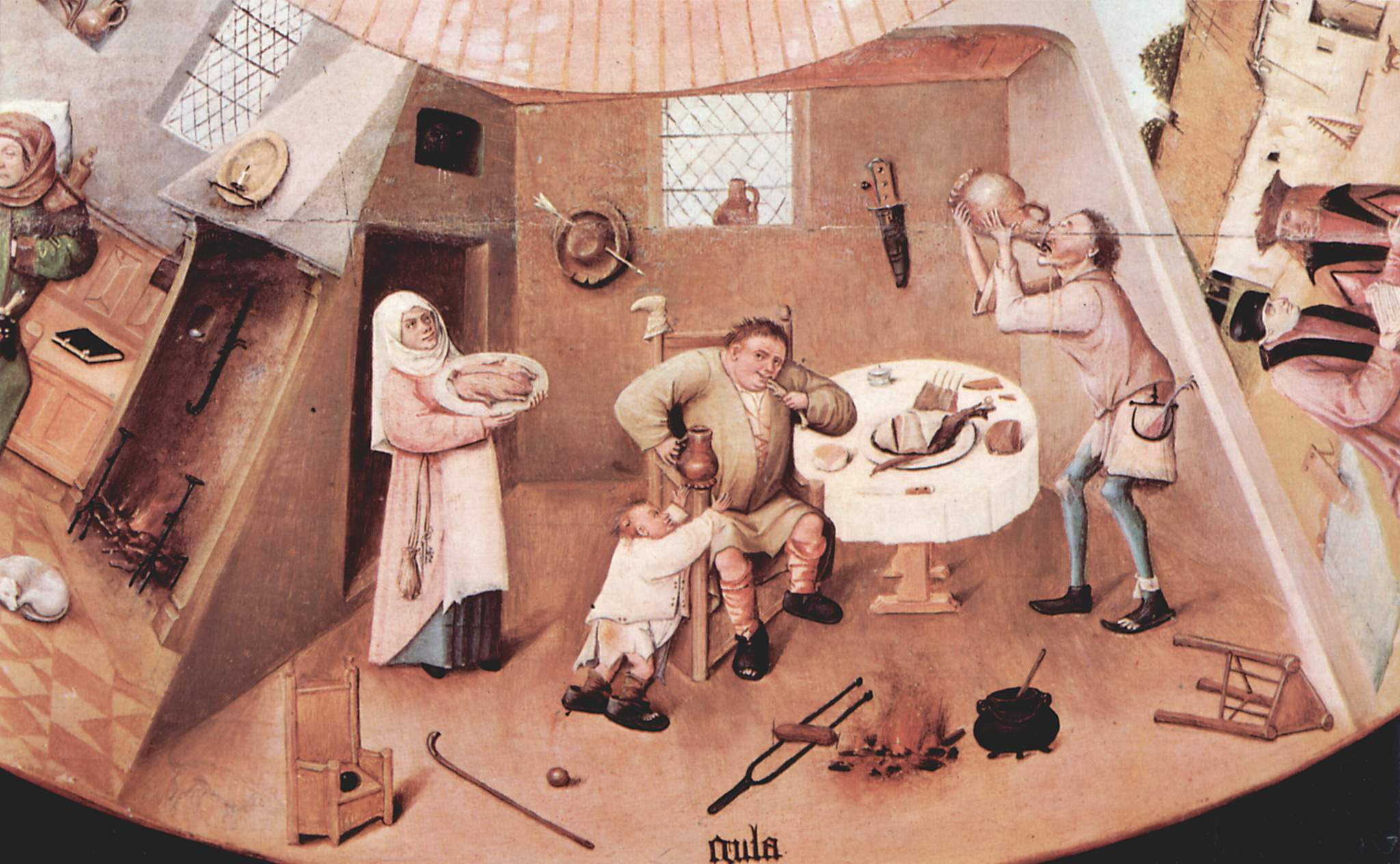
A gula demonstrada por Hieronymus Bosch em detalhe de The Seven Deadly Sins and the Four Last Things.

Gula é o desejo insaciável, além do necessário, em geral por comida, bebida ou drogas.

## NoCristianismo
Para algumas denominações cristãs, é considerado um dos sete pecados capitais. Segundo tal visão, esse pecado também está relacionado ao egoísmo humano: querer ter sempre mais e mais, não se contentando com o que já tem, uma forma de cobiça. Ela seria controlada pelo uso da virtude da temperança. Entretanto, a gula não é considerada um pecado universalmente; dependendo da cultura, ela pode ser vista como um sinal de status.